# Glacier Media
Glacier Media Inc. (Eigenschreibweise: GLACIER MEDIA GROUP) ist ein kanadischer im Gemeindeeigentum befindlicher Verlag von Tageszeitungen in British Columbia und Wochenzeitungen, Wirtschaftsmagazinen und Informationsprodukten für die Geschäftswelt im ganzen Westlichen Kanada. Der Firmensitz befindet sich in Vancouver. Das Unternehmen ist zudem Miteigentümer an vier anderen Zeitungsverlagen.

## Geschichte
Obwohl das Unternehmen gegenwärtig den Schwerpunkt ausschließlich auf Medien und Datenbanken legt, war Glacier in den ersten zehn Jahren von 1988 bis 1997 ein Getränkehändler für Mineralwasser.
Zunächst trug man vom 23. März 1988 bis zum 1. Dezember 1991 den Namen „Cambridge Resources Ltd.“ Es folgte der Name „Selkirk Springs International Corp.“ bis zum 23. Oktober 1995 und „Canadian Glacier Beverage Corporation“ bis zum 25. August 1997. Ende August 1997 wechselte die Firma ihren Namen zu Glacier Ventures International Corp., und es stieß das Wassergeschäft im folgenden Jahr ab. Glacier Media erhielt seinen aktuellen Namen im Jahr 2008. In den frühen 2000er-Jahren investierte das Unternehmen in einige landwirtschaftliche Publikationen und Wirtschaftspublikationen und trat Anfang 2004 in das allgemeine Zeitungsgeschäft ein, mit der Akquisition von Boundary Publishers Group, einer Wochenzeitungskette in Saskatchewan ein. Dieser folgte in den nächsten zwölf Monaten drei weitere Käufe (Pasquia Publishing, Weyburn Reviewund Pennand Inc.), was sie somit zum größten Verlag von Wochenzeitungen in der Provinz machte.
Glacier setzte die Expansion im Bereich der Holdings von Lokalzeitungen in den Jahren 2005/2006 fort. Es gewann die Kontrolle über die Madison Publishing Group, einschließlich der Business in Vancouver und einigen Vorstadt-Wochenzeitungen von Vancouver, sowie einige ehemalige Besitztümer der Hollinger Inc., einschließlich eines 50-Prozent-Anteils an der Great West-Kette von Wochenzeiten in Alberta, die vollständige Übernahme einiger Wochenzeitungen in British Columbia, und Glaciers erste Tageszeitung in British Columbia und in Quebec. Zu den Vermögenswerten Hollingers gehörten auch einige Industrie-Publikationen, die somit Glaciers Ressort im Bereich der Handelsinformationen erweiterten, einschließlich der Western Producer und der Daily Oil Bulletin. Im Ganzen zahlte Glacier ungefähr 180 Millionen $ für die ehemaligen Vermögenswerte Hollingers.
Später im Jahr 2006 ging Glacier eine Partnerschaft mit David Radler ein, einer ehemaligen Führungskraft der Hollinger Inc., um die einzige Zeitungskette der Quebeck Holding, The Record aus Sherbrooke zu verkaufen. Glacier erhielt einen Anteil von 50 %, (später 59 %) der Aktien an dem in Radlers Privatbesitz befindlichen Unternehmen Alta Newspaper Group.
In den nachfolgenden Monaten erfolgten Investitionen in zwei weitere Unternehmen, die in Verbindungen mit Radler standen: Continental Newspapers Ltd., ein Verlag von drei Tageszeitungen in British Columbia und Ontario, sowie RISN Operations, eine Kette mit drei Tageszeitungen und einigen Wochenzeitungen in Rhode Island, Vereinigte Staaten. Mitte 2008 besaß Glacier 27,6 % bzw. 50 % der Aktien dieser Unternehmen. Continental Newspaper Ltd. ist der Nachfolger der Horizon Operations Canada, einer Firma von Radler. Seine Tochter, Melanie, ist Präsident der RISN Operations.
Mitte 2010 kaufte Black Press, der größte Verlag von Wochenzeitungen in British Columbia, elf Glacier-Zeitungen, die die eigenen Wochenzeitungen ergänzten, einschließlich der Nelson Daily News und der Prince Rupert Daily News, beide wurden von Black sofort eingestellt. Der Verkauf beinhaltete auch die Trail Daily Times und einige Wochenzeitungen in der Kootenays-Region in British Columbia. Glacier verkaufte auch die Cranbrook Daily Townsman und das Kimberley Daily Bulletin an einen unabhängigen Käufer, der diese wiederum ein Jahr später an Black verkaufte.
Glacier erwarb 2011 seine größte Zeitung, die Times Colonist in Victoria, British Columbia, im Rahmen eines 86,5-Millionen-Dollar-Transfers. Das Geschäft, das auch zwei andere Tageszeitungen und 20 Wochenzeitungen einschloss, die vormals von der Postmedia Network gehalten wurden, festigte Glaciers Position als einen der führenden Zeitungsverlage in British Columbia, obwohl die Tageszeitungen von Postmedia nicht Teil des Handels waren.

## Tageszeitungen
Glacier besitzt die Times Colonist, die führende Tageszeitung von British Columbias Hauptstadt, und zwei andere Tageszeitungen in der Provinz.
- Alaska Highway News in Fort St. John und Dawson Creek
- The Prince George Citizen in Prince George
- Times Colonist in Victoria

Aufgrund seiner Joint Ventures ist Glacier auch Miteigentümer von Tageszeitungen in Alberta (Lethbridge Herald und Medicine Hat News), Arizona, (Yuma Sun), British Columbia (The Daily Courier und Penticton Herald), California (Porterville Recorder) Ontario (The Chronicle-Journal), Rhode Island (The Call, Kent County Daily Times und The Times) sowie Quebec (The Record).

## Wochenzeitungen

### Alberta
Glacier ist Miteigentümer von mehr als 30 Wochenzeitungen in Alberta, was durch den Erwerb von 59 % der Anteile an Alta Newspaper Group zustande kam, die sieben Wochenzeitungen in der Lethbridge-Medicine Hat-Gegend besitzt, und ist zur Hälfte Eigentümer der Great West Newspapers, die wiederum zwei Dutzend Wochenzeitungen in den Gebieten von Edmonton und Calgary besitzt.

### British Columbia
Die Glacier-Nachrichten in British Columbia schließen einige Tageszeitungen mit ein (siehe oben). Wochenzeitungen, die Glacier besitzt, sind:
- Bridge River Lillooet News
- Burnaby Now
- Coast Reporter
- Tri City News
- Delta Optimist
- North Shore News
- Powell River Peak
- Real Estate Weekly
- Richmond News
- New Westminster Record
- Squamish Chief
- Vancouver Courier
- Westender
- Westerly News
- Whistler Question

### Manitoba
Die Glacier-Zeitungen in Manitoba sind:
- Deloraine Times & Star
- Melita New Era
- Neepawa Press
- Nickel Belt News
- The Reminder
- Reston Recorder
- Souris Plaindealer
- Thompson Citizen
- Virden Empire-Advance
- Westman Journal

### Quebec
Mit seinen 59 %-Anteilen an Alta Newspaper Group, besitzt Glacier zwei englischsprachige Wochenzeitungen, die mit The Record in Sherbrooke, Quebec verbunden sind.

### Rhode Island
Glacier ist zur Hälfte Miteigentümer an RISN Operations, der einige Wochenzeitungen in den Vereinigten Staaten, Rhode Island, herausgibt.

### Saskatchewan
Die Glacier-Zeitungen in Saskatchewan sind:
- Assiniboia Times
- The Battlefords News-Optimist
- Canora Courier
- Carlyle Observer
- Estevan Lifestyles
- Estevan Mercury
- Hudson Bay Post Review
- Humboldt Journal
- Kamsack Times
- The Kipling Citizen
- The La Ronge Northerner
- The News Review
- The Outlook
- The Parkland Review
- Pipeline News
- Preeceville Progress
- Redvers Optimist
- Southeast Trader Express
- The Tisdale Recorder
- Weyburn Review
- Yorkton This Week

Glacier besitzt auch 59 % der Anteile an der Alta Newspaper Group, die einige Wochenzeitungen im südwestlichen Saskatchewan besitzt.

## Wirtschaftspublikationen
Glacier besitzt auch Anteile an einigen Publikationen und Verlagsgruppen, die die Zielgruppen Wirtschaft und Verbraucher bedient, wie etwa:
- Business Information Group, Kanadas größter Verlag von Handelszeitungen
- Farm Business Communications, Kanadas größter Verlag für landwirtschaftliche Publikationen
- JuneWarren-Nickle's Energy Group, Kanadas führender Verlag von Print- und Online-Informationen für die Öl- und Gasindustrie sowie für die Bauwirtschaft und Alternative Energien
- Business in Vancouver, eine Wirtschafts-Wochenzeitung
- Real Estate Weekly, eine Immobilien-Wochenzeitung mit Sitz in Vancouver
- The Visitor's Choice, ein Touristenmagazin in Vancouver
- The Western Investor, eine Publikation für Grundeigentumserwerb in den Bereichen der Wirtschaft und der Industrie
- The Western Producer, Westkanadas größte Wochenzeitung für Landwirte